# Gogun-myeon
Gogun-myeon (koreanska: 고군면) är en socken i kommunen Jindo-gun i provinsen Södra Jeolla i den sydvästra delen av Sydkorea, 345 km söder om huvudstaden Seoul. Den ligger på östra delen av ön Jindo.